# Hauptstrasse 105
Die Hauptstrasse 105 (französisch Route principale 105) ist eine Hauptstrasse im Schweizer Kanton Genf und eine Hauptachse der Agglomeration Genf. Sie verbindet das Stadtzentrum Genfs mit dem Grenzübergang zu Frankreich bei Anières.

## Verlauf
Die Strasse beginnt südöstlich der Rhonebrücke Pont du Mont-Blanc neben dem Park Jardin Anglais, wo sie von der Hauptstrasse 102 abzweigt. In den Quartieren Pierres-du-Niton und Maison-Royale ist sie unter dem Namen Quai Gustave-Ador der Uferboulevard am Genfersee. In der Nähe der Prachtstrasse steigt im Seebecken der Jet d’eau in die Höhe.
Die Hauptstrasse 105 führt am Parc La Grange, am Parc des Eaux-Vives und am Hafen Port Noir vorbei und erreicht beim Strandbad von Genf die Gemeinde Cologny. Bis nach Vésénaz folgt sie als Quai de Cologny weiter dem südlichen Seeufer und steigt danach auf die Anhöhe von Collonge-Bellerive. Das Zentrum von Vésénaz unterquert die Hauptstrasse in einem 500 Meter langen Tunnel. Die darüber verlaufende Lokalstrasse bildet den ersten Teil der Hauptstrasse 113, die näher am Genfersee zum Grenzübergang bei Hermance führt.
Die Strasse 105 durchquert östlich von Cologny die Ortschaft Corsier und führt als Route de Thonon mit einem schnurgeraden Verlauf durch das Gebiet von Anières an die Landesgrenze der Schweiz mit Frankreich. Dieses Stück der alten Landstrasse wurde im Auftrag des sardisch-savoyischen Staates um die Mitte des 18. Jahrhunderts begradigt und als Kunststrasse angelegt. Um 1810 liess Frankreich, zu dem damals die Region Genf als Département Léman gehörte, die Strecke als Teil der Nationalstrasse Nummer 6 über den Simplonpass («Grande route de Paris à Milan») ausbauen.
Bei der Zollstation von Anières ist die Hauptstrasse auf der Brücke Pont Neuf über den Fluss Hermance mit der französischen Départementsstrasse 1005 im Département Haute-Savoie verbunden.

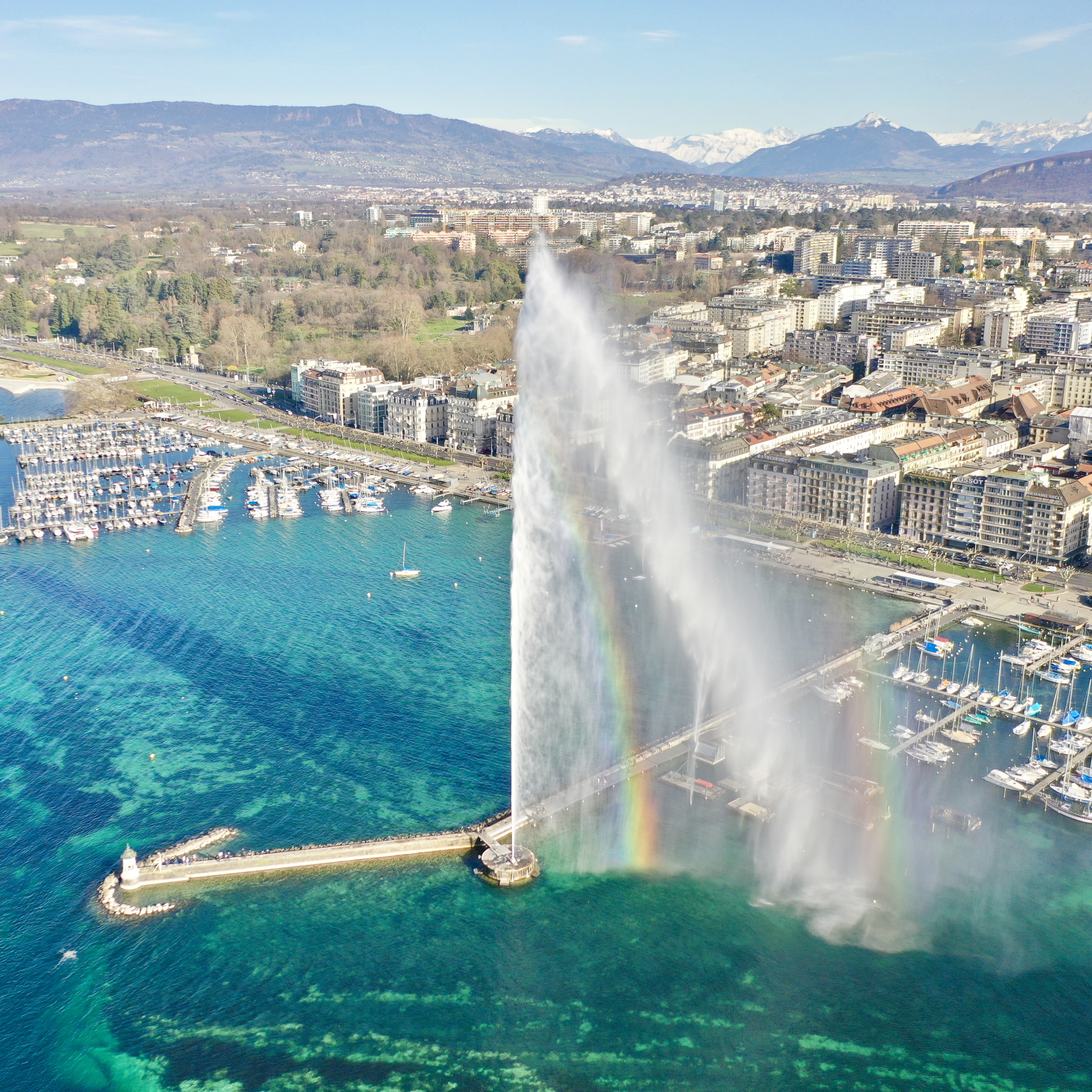
Jet d’eau vor dem Quai Gustave-Ador
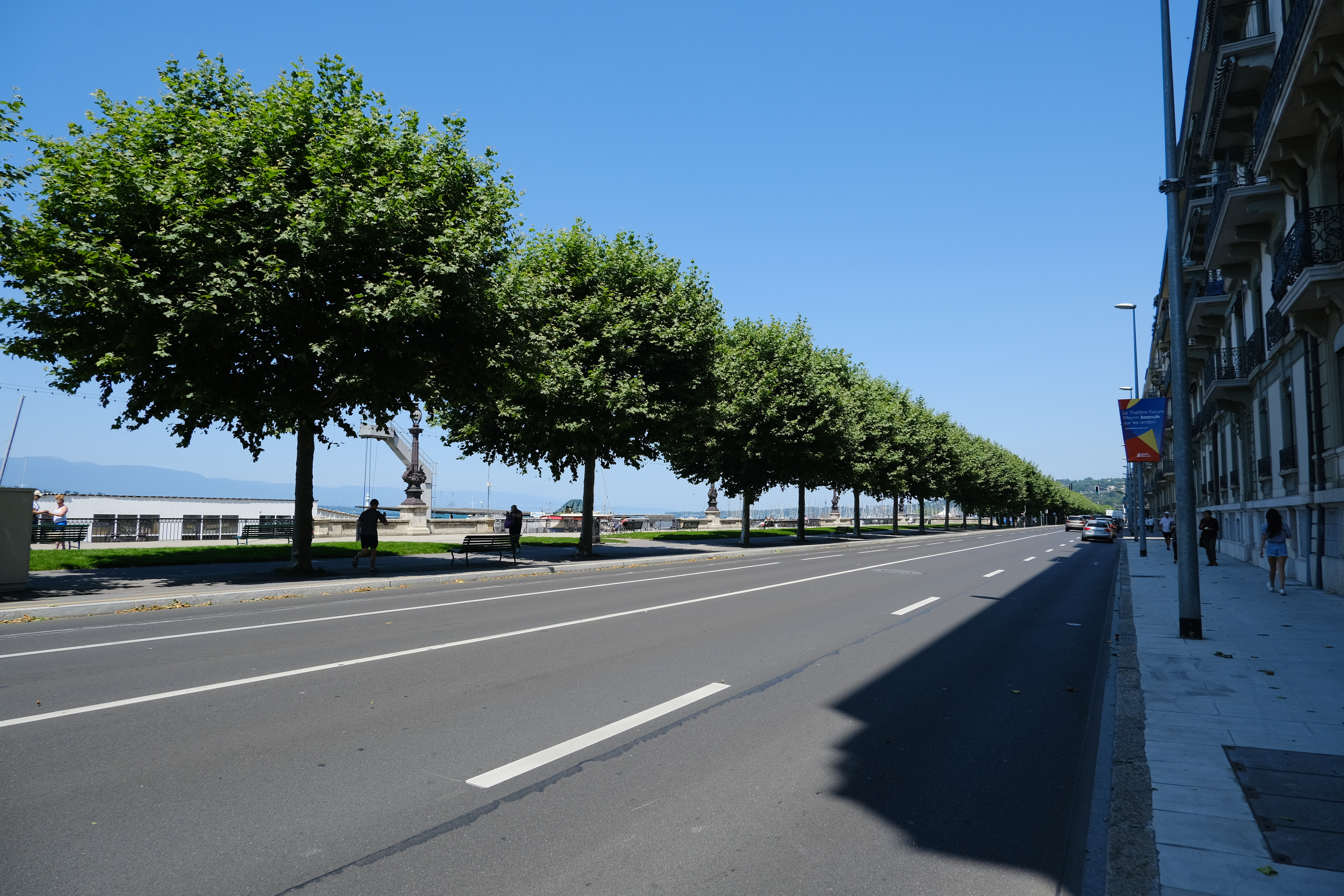
Quai Gustave-Ador
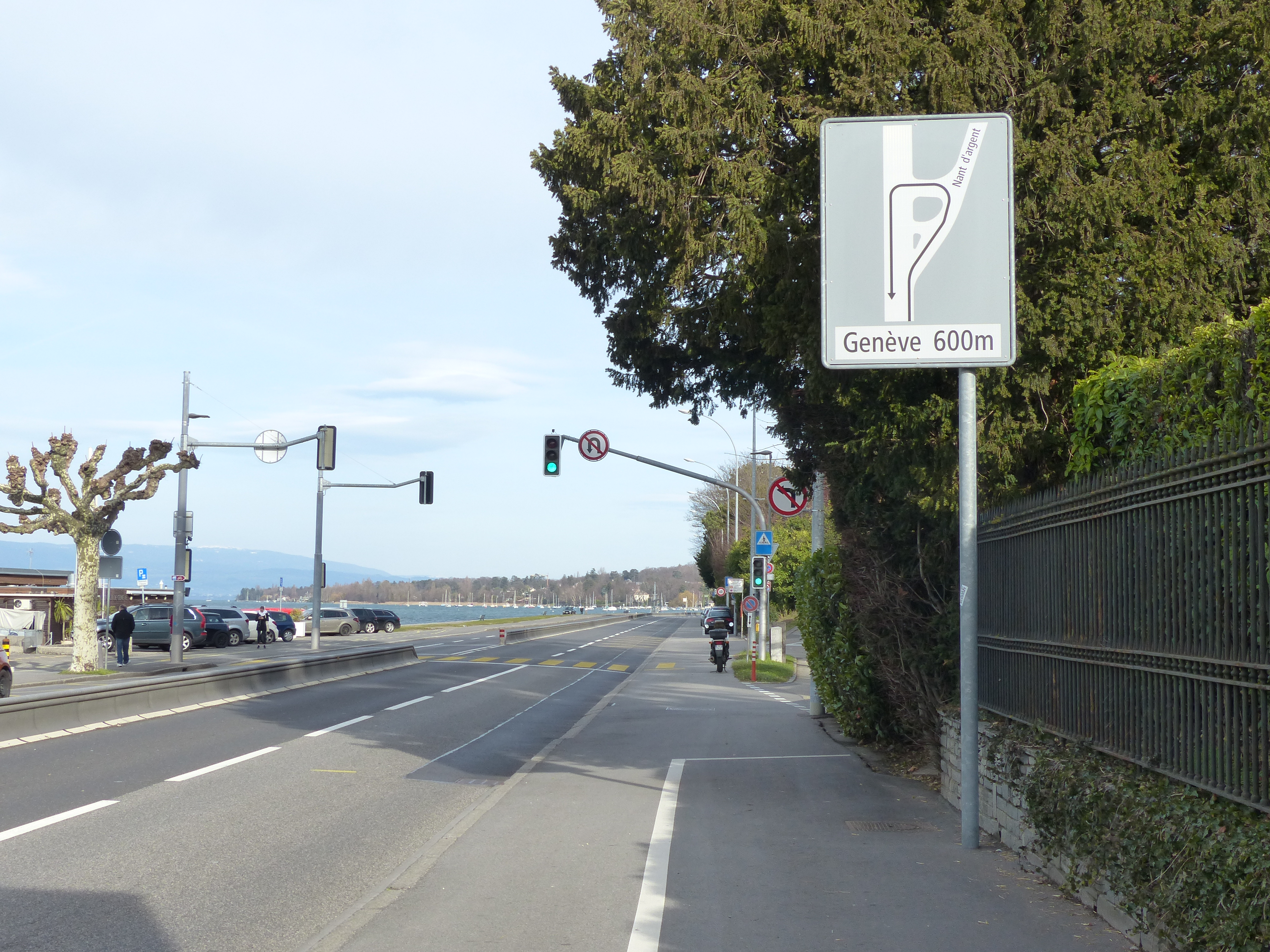
In Cologny
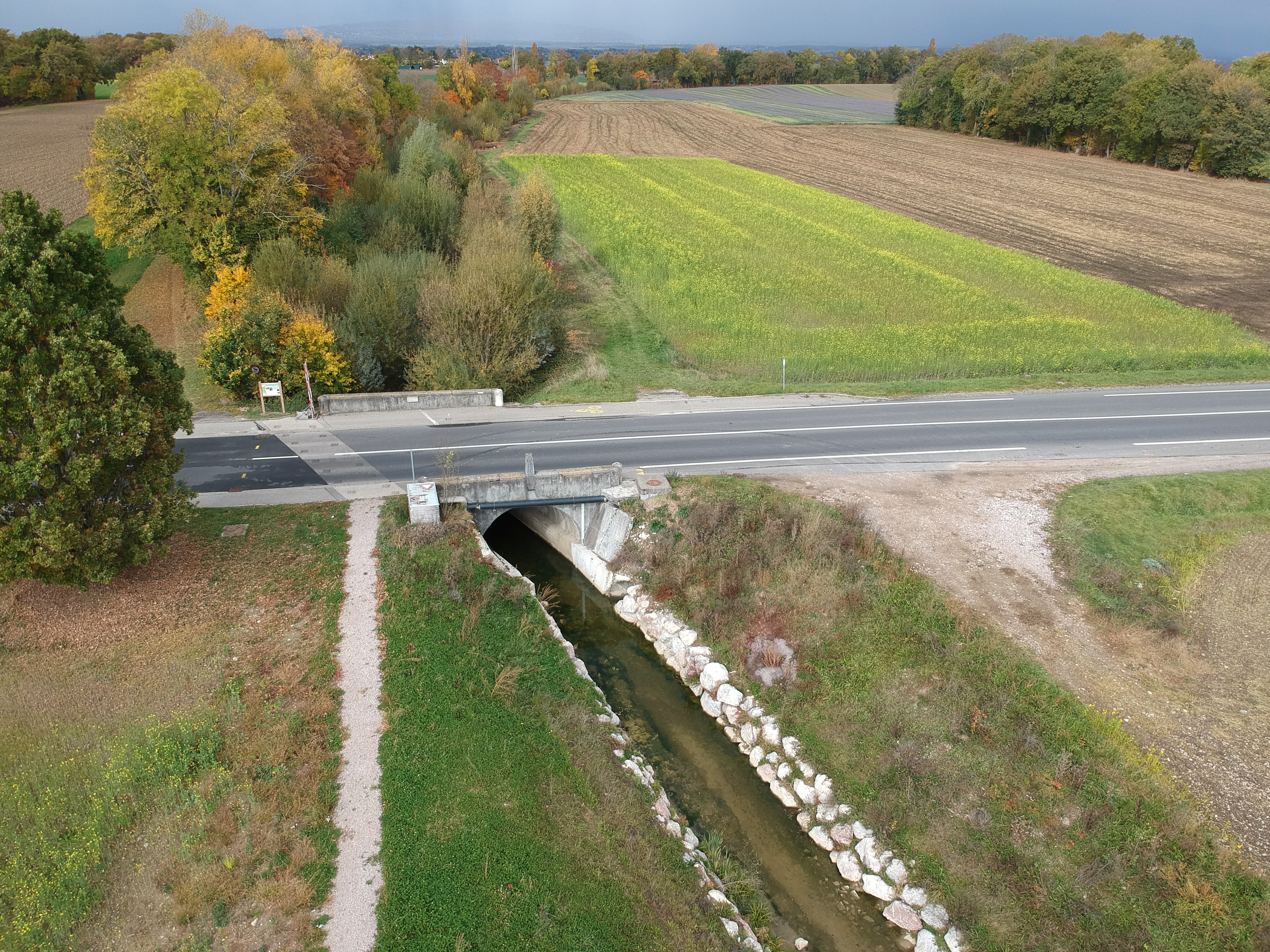
Brücke Pont Neuf über den Grenzfluss Hermance